# 自由
自由（じゆう、希: ἐλευθερία、羅: libertas、英: liberty, freedom）とは、他からの強制・拘束・支配などを受けないで、自らの意思や本性に従っていることをいう。哲学用語。自由な行動により生じた結果は本人が引き受けるべきという社会通念があり、自由と責任は併せて語られる事が多い。

## 「Freedom」と「Liberty」

ウジェーヌ・ドラクロワ『民衆を導く自由の女神』(1833年),自由を寓意的に表した代表的な絵画。1789年8月26日人間と市民の権利の宣言(フランス人権宣言)第4条は「他人を害することのないもの全てをなし得ること」を「自由」と定義した。

英語の「Freedom フリーダム」と「Liberty リバティ」は、ともに自由と訳される。現在、この2つの語はほぼ同じ意味で用いられるが、その意味合いはいくらか異なっている。
フリーダムは古英語の「frēo」に由来する。これは古インドヨーロッパ語の「prijos」や「prēy-」、あるいは古ドイツ語の「frijaz」に起源をもち「好む、愛」の意味を持つ。北欧神話のフレイ、フレイヤも同じ語源による。古アイルランド語の「ríar」はウェールズ語の「rhydd」と対応し現在の英語の「free(自由な)」に直接対応している。古代ギリシア語では「πρᾶος（古代ギリシア語ラテン翻字: praos、「温和で、優しい」）」。保守を意味する場合がある。
一方でリバティはラテン語「liber」の「社会的・政治的に制約されていない」「負債を負っていない」という意味から、英語の「liberal(形:自由な)」や「liberty(名:自由)」の語源となった。自由主義の「liberalism」はこれによる。また「liberate(動:解放する)」、「liberator(名:解放者)」、「liberation(名:解放)」も同じ語源による。「liber」は古英語に入り「leod」となり、こちらは「leader」の語源とされている。進歩を意味する場合がある。
両者の共通点は、現在的意味合いの自由とは異なる意味で用いられた点である。英語「freedom」と「liberty」の用法にも残っているが、近世までは特権を意味する語であった。奴隷の持ちえない権利を有している状態が「freedom」または「liberty」であった。1729年に出版された辞書によれば、権利付与や時効によって得られる高貴なる者の特権と定義され、但し書きで「一部で、各人が思うように行動できる力という意味でも用いられてきている」と言及されている。

## 日本語訳
穂積陳重の「法窓夜話」によれば、加藤弘之から聞いたこととして訳字「自由」は幕府外国方英語通辞の頭をしていた森山多吉郎が案出したのが最初であるとするが、文献上では文久2年初版・慶応3年正月再版訳了の「英和対訳辞書」(堀達三郎・著)に紹介され、慶応2年初版の「西洋事情」(福沢諭吉・著)にも訳字が見られるとする。鈴木修次によれば初出は森山多吉郎、福沢の西洋事情により広まったとする。慶應義塾のデジタルギャラリによれば福沢による訳語とする。
「自由」は古典中国語では「後漢書」、日本では「続日本紀」まで遡ることができるが我儘放蕩(わがままほうとう)の意味であった。「日本書紀」の綏靖天皇編には、庶兄の手硏耳命について「然其王、立操厝懷、本乖仁義、遂以諒闇之際、威福自由、苞藏禍心、圖害二弟。」の記載がある。
徒然草に「よろづ自由にして、大方、人に従うといふことなし」(60段)とあるほか、二条河原の落書には「自由出家」「自由狼藉」という語句が登場していた。江戸時代の教育論の書である和俗童子訓には「殊に高家の子は、物事豊かに自由なる故に、好む方に心早くうつり易くして、おぼれ易し。」とあった。
福沢の西洋事情にはlibertyを日本語訳することの困難さを述べており、自主・自尊・自得・自若・自主宰・任意・寛容・従容などといった漢訳はあるが、原語の意義を尽くさないとする。加藤弘之は慶応4年の「立憲政体略」において「自在」と訳し、津田真道の「泰西国法論」でも「自在」と訳されたが、福沢や中村敬宇によるミルの日本語訳「自由之理」により自由が定着した。穂積によれば「自由」なる語・「自由」なる思想の開祖は「実に福沢先生にあると言うてもよかろうと思われる」とする。

## 自由主義
自由主義とは「自己決定権に制限を加えることができるのは危害原理のみである」という立場である。加藤尚武によれば、自由主義とは
1. 成人で判断能力のある者は(valid consent, 有効な同意)
2. 身体と生命の質を含む「自己のもの」について
3. 他人に危害を加えない限り(harm-principle, 危害原理)
4. たとえ当人にとって理性的にみて不合理な結果になろうとも(the right to do what is wrong, 愚行権)
5. 自己決定の権利をもち、自己決定に必要な情報の告知を受ける権利がある(autonomy, 自治権)、とするもの。

## 近現代における自由
近代における自由の概念は、他者の意志にではなく、自己自身の意志に従って行為することとして捉えることができる。この自由概念が封建的な身分制からの解放という思想を導き、ヨーロッパにおける市民革命を育んだ。社会契約説では、政府による統治がその正当性を獲得するのは、社会契約に対する被統治者の同意によるとされた上、社会契約を破った政府に対しては、これを覆す権利(革命権)があると説かれている。
自由はまた他者の自由とも衝突する。他者の自由を尊重せず勝手な振る舞いをしてはならない、という考え方は、J.S.ミル『自由論』の中で表明され、今日他者危害の原則として広く支持されている自由観である。
エーリヒ・フロムは、ナチズム・日本軍国主義が台頭していた1941年に世に問うた著書『自由からの逃走』の中で、孤独と無力感にさいなまれた大衆が、他者との関係、指導者との関係を求めて全体主義を信奉することになると記した。
アイザイア・バーリンは、「二つの自由概念」において、他者から拘束を受けない消極的自由と、自己自身に対して自己実現を課す積極的自由とを区別したが、フロムが消極的自由の対照概念として挙げた積極的自由の概念も、他者との連帯を求めるが故に究極的には全体主義へ繋がるとしている。

## 哲学
イマヌエル・カントは、『純粋理性批判』において自然の因果系列とは独立にあらたな系列を始める絶対的開始の能力として超越論的自由を論じた。この超越論的自由は理論理性においては単に消極的に想定可能であるだけであったが、『実践理性批判』においては道徳法則に自ら従う実践的自由を積極的に論じた。
戦前に活躍した唯物論哲学者戸坂潤は著書「日本イデオロギー論」中、「文学的自由主義の特質」において、自由主義についての考察と絡めて「自由についての問題は哲学的でも文学的でもなく経済的な範疇から生じた」と指摘した。

## 東洋における自由
日本では往生楽土、楽市・楽座の語に見られるように、「楽」を「自由」という意味で使う用法があった。
中国では本来、「自由」は、好き勝手や自由気ままという意味で用いられた。日本も当初は、二条河原の落書の「自由出家」や「自由狼藉」のように、中国と同じ用法で用いられていた。
福沢諭吉がリバティを訳するに際して、仏教用語より「自由」を選んだ。初めは、「御免」という語も訳案のひとつであったが、上意の意味が濃すぎると考え改めた。朝鮮語や中国語でも「自由」という単語が使われているが、近代以降は両言語ともに日本語と同様、もとの漢文由来の意味より、日本語から流入した訳語としての意味で定着した。

## さまざまな自由
日本国憲法には以下のような自由権が謳われている。
- 精神的自由
  - 思想・良心の自由
  - 信教の自由
  - 学問の自由
  - 集会の自由
  - 結社の自由
  - 表現の自由
- 経済的自由
  - 居住移転の自由
  - 職業選択の自由
  - 外国移住・国籍離脱の自由
  - 財産権
- 人身の自由
  - 奴隷的拘束・苦役からの自由
  - 令状なき不当な勾留など、正当な法的手続を踏まない不当な拘束からの自由
  - 勾留拘束に当たっての法定手続の保障
- 自由権の濫用はしてはならない(憲法12条)
  - 権利の濫用はこれを許さない(民法1条3項)。